# عبدول تابسوبا
عبدول تابسوبا (مواليد 23 أغسطس 1999) هو لاعب كرة قدم من بوركينا فاسو يلعب كمهاجم في نادي ستاندارد لييج.

## روابط خارجية
- عبدول تابسوبا على موقع إي إس بي إن إف سي (الإنجليزية)
- عبدول تابسوبا على موقع قاعدة بيانات كرة القدم.إي يو (الإنجليزية)
- عبدول تابسوبا على موقع ناشيونال فوتبول تيمز (الإنجليزية)
- عبدول تابسوبا على موقع Soccerbase.com (لاعب) (الإنجليزية)
- عبدول تابسوبا على موقع Soccerway.com (الإنجليزية)
- عبدول تابسوبا على موقع عالم كرة القدم.نت (الإنجليزية)
- عبدول تابسوبا على موقع AS.com (الإسبانية)